# Hylaeus kashmirensis
Hylaeus kashmirensis là một loài Hymenoptera trong họ Colletidae. Loài này được Nurse mô tả khoa học vào năm 1903.